# چونگ نگوین دو
چونگ نگوین دو (انگلیسی: Chung Nguyen Do؛ زادهٔ ۲۳ مهٔ ۲۰۰۵) بازیکن فوتبال است.
وی همچنین در تیم‌های ملی فوتبال زیر ۱۹ سال مردان بلغارستان، و زیر ۲۱ سال بلغارستان بازی کرده است.